# Celal Bayar
Mahmut Celal Bayar (Umurbey, 16. svibnja 1883. – Istanbul, 22. kolovoza 1986.), turski političar, državnik i treći predsjednik Turske.
Rodio se u Bursi kao sin vjerskog vođe i učitelja. Nakon završenih škola, zapošljava se kao sudski, a kasnije i bankovni činovnik.
1908. godine priključuje se Komitetu za jedinstvo i progres, te se žestoko protivi zakonima koje je donio sultan.
Nakon što je uspostavljena republika, obnašao je niz funkcija, a bio je i savjetnik Ismeta Inönüa, ali se kasnije s njim razišao.
Velika turska narodna skupština izabrala ga je za predsjednika te je on 22. svibnja 1950. stupio na tu dužnost.
Ponovno je izabran na izborima 1954. i 1957. godine.
S vlasti je srušen kad je vojska izvela puč 27. svibnja 1960. godine. 15-ero ljudi, među njima i on, odvedeni su na otok u Mramornom moru. Tamo su neki osuđeni na smrt, a drugi na doživotni zatvor.
Pomilovan je 1966. godine, a 1974. vraćena su mu politička i građanska prava.
Odbio je doživotno mjesto u Senatu, jer je smatrao da samo netko tko je izabran može predstavljati narod.
Bio je član Republikanske Narodne stranke, a kasnije je osnovao Demokratsku stranku.
Bio je otac troje djece. Umro je u Istanbulu u dobi od 103 godine